# Sex Education
Sex Education is een televisieserie uit 2019 van Netflix met in de hoofdrollen Asa Butterfield, Ncuti Gatwa, Gillian Anderson en Emma Mackey. De serie gaat over de seksuele ontwikkeling van tieners op een middelbare school in Groot-Brittannië.
De serie werd goed ontvangen, het eerste seizoen werd ruim 40 miljoen keer bekeken. Op 17 januari 2020 ging het tweede seizoen in première. Op 17 september 2021 is het derde seizoen uitgebracht. Netflix maakte 25 september 2021, een week na de release van het derde seizoen, bekend dat er een vierde seizoen komt. Op 5 juli 2023 maakte Netflix bekend dat dit vierde en tevens laatste seizoen op 21 september 2023 zou verschijnen.

## Verhaal

#### Seizoen 1
Op de middelbare school van de 16-jarige Otis Milburn beheerst de seksuele ontwikkeling het leven van de tieners. Hij is de zoon van de ruimdenkende sekstherapeute Jean F. Milburn, maar zelf seksueel nog onervaren. Zijn beste vriend, de openlijk homoseksuele Eric, vertelt hem op de eerste schooldag na de vakantie dat iedereen in hun klas de afgelopen zomer seks heeft gehad, behalve Otis. Als een van zijn schoolgenoten een probleem heeft om klaar te komen tijdens de seks en dit bij toeval deelt met Otis, geeft hij precies de goede raad. Ervaring die hij opgedaan heeft door jarenlang de gesprekken aangehoord te hebben van zijn moeder, zelf schetst hij later in de serie wel de theorie te beheersen, maar absoluut geen praktijkervaring te hebben. Als de rebelse en ongemerkt intelligente Maeve Wiley lucht krijgt van deze goede raad, stelt ze Otis voor om een kliniek voor sekstherapie op de school te runnen. De logistiek en organisatie ligt in Maeve haar handen en Otis is verantwoordelijk voor de consults, ze delen de winst. Op het huisfeest van rijkeluiskindje Aimee proberen Otis en Maeve klanten te vinden door eerst gratis advies te geven. Eric probeert twee meisjes te leren hoe ze fellatio goed uitvoeren, terwijl ze dit op bananen oefenen, begint een van de dames te kokhalzen, vervolgens kotsen ze elkaar allemaal onder. Otis sluit zich op in de badkamer met een stel dat zichzelf heeft verwond tijdens een poging tot seks en geeft waardevolle therapie. Het plan om zo klanten te werven heeft gewerkt! Maeve, die ontdekt dat ze zwanger is, heeft seks met de knappe zwemkampioen Jackson om haar gedachten af te leiden; maar hij wil een meer concrete relatie met haar. Terneergeslagen door haar zwangerschap, vertelt ze Otis dat ze van plan is de sekstherapie af te breken. De volgende dag benaderen verschillende studenten Otis voor advies, ze besluiten toch om het door te zetten.
Als Otis een natte droom heeft over Maeve, ejaculeert hij voor het eerst. Dit probeert hij tevergeefs te verbergen voor zijn moeder Jean. In de abortuskliniek komt Maeve erachter dat het beleid van de kliniek vereist dat iemand haar komt ophalen; ze vraagt Otis, die denkt dat het een date is. Na afloop van de abortus loopt Otis met Maeve naar huis en delen ze een oprechte knuffel. De periode daarna hebben Maeve en Otis contact via sms. Jackson zoekt naar manieren om Maeve te vragen zijn vriendin te zijn; hij benadert Otis voor advies en betaalt hem vooraf. Wanneer Otis probeert het geld terug te geven, geeft hij Jackson onbewust tips hoe hij Maeve beter kan begrijpen. Jean voelt zich aangetrokken tot haar klusjesman Jakob. Wanneer Otis onderzoek doet voor lesbische klanten (door naar lesbische porno te kijken), komt Jakob zijn dochter Ola zijn kamer binnen. De maagd Lily vraagt Otis of hij seks met haar wil hebben (omdat ze beide maagd zijn), maar hij weigert. Otis heeft weer een sessie met zijn lesbische klanten in het schoolzwembad, maar boekt geen vooruitgang. Daarna eindigen Maeve en Otis met het spelen van gevechten in het zwembad, waarbij Otis een erectie krijgt die hij voor Maeve verbergt. Wanneer Jackson wederom aan Otis advies vraagt over hoe hij Maeve mee uit kan vragen, stelt hij een groots gebaar voor in de hoop op sabotage. Het grote gebaar van Jackson werkt en Maeve stemt ermee in zijn vriendin te zijn.
Het verhaal maakt een tijdsprong van een maand en start weer bij het moment dat Jackson zijn vriendin Maeve uitnodigt om zijn ouders te ontmoeten. Het etentje begint goed, maar wanneer de ouders navragen naar Maeve haar ouders, verzint ze dat ze beiden boekhouders zijn. Vervolgens gaat ze naar het toilet en sluipt ze de achterdeur uit. Later verontschuldigt ze zich bij Jackson en vertelt ze over haar verslaafde moeder, haar vader die uit beeld is en haar broertje die recent wederom is weggelopen. Het brengt het stel nader tot elkaar, wat Jackson ertoe aanzet om ook over zijn onzekerheden te praten. Nadat Maeve en Otis wederom een dienst hebben bewezen door de verspreiding van een gênante foto van een medeleerling tegen te gaan, komt Otis te laat op Eric zijn verjaardag. Eric zijn telefoon en portemonnee worden gestolen en hij wordt op weg naar huis aangevallen door twee homofoben. Hij belt Jean en zij haalt hem op, wanneer Otis naar huis terugkeert, krijgen Eric en hij hevige ruzie.
In een flashback ziet Otis dat zijn vader Remi seks heeft met een van zijn cliënten, wat uiteindelijk heeft geleid tot de scheiding van zijn ouders. Op advies van zijn vader besluit Otis toch in te gaan op Lily's eerdere aanbod om elkaar te ontmaagden. Het loopt echter uit op een drama, omdat Otis een paniekaanval krijgt doordat Lily zijn jeugdherinneringen oproept.
Eric raakt door zijn mishandeling en de ruzie met Otis steeds meer geïsoleerd, hij probeert zich 'normaler' te kleden. Zijn vader probeert contact te maken met Eric, maar slaagt daar niet in. Adam wint een essay-schrijfwedstrijd met een essay waarvoor hij Maeve had betaald om te schrijven. Miss Sands vermoedt terecht dat Maeve het essay heeft geschreven. Maeve haar broer Sean keert terug na een aantal maanden te zijn verdwenen. Ze komen na enkele verwijten over en weer toch weer nader tot elkaar. Terwijl Otis probeert zijn gevoelens voor Maeve te verklaren, wordt hij overrompeld wanneer Ola hem haar telefoonnummer geeft en hem uit vraagt. Hij accepteert nerveus, niet wetende dat Maeve ook gevoelens voor hem heeft.
Maeve en Otis willen niet naar het schoolfeest, maar Jackson en Ola overtuigen hen om toch te gaan. Maeve heeft er moeite mee om Otis samen te zien met een ander. Ze probeert de relatie te saboteren door in te praten op Ola, maar tevergeefs. Eric krijgt zijn zelfvertrouwen terug als een toevallig passant hem de weg vraagt. Hij trekt zijn feestelijke outfit weer uit de kast en gaat toch naar het feest, waar hij de ruzie met Otis bijlegt. De broer van Maeve komt ook langs op het feest en verkoopt daar drugs.
Als Otis op het feest en public een cliënt goede raad geeft, is Maeve zichtbaar onder de indruk van zijn woorden. Ook Jackson valt dit op, het doet hem twijfelen aan zijn relatie met Maeve en hij besluit om dronken te worden. Otis vertelt Maeve dat hij hun bedrijf stop wil zetten. Jackson weet het allemaal niet meer en bekent in beschonken toestand dat hij Otis heeft betaald voor tips om Maeve te winnen. Diepbedroefd beëindigt Maeve boos haar partnerschap en vriendschap met Otis en stormt weg. Thuis aangekomen vindt Otis het concept van een nieuw boek van zijn moeder, waarin zijn seksuele frustraties worden beschreven.
Mr. Groff, de directeur van de school, komt bij het opruimen de drugs tegen die Sean tijdens het feest heeft verkocht. Hij gaat ervan uit dat Maeve en Otis een drugshandel op school runnen. Als hij dreigt de politie te bellen, neemt Maeve de verantwoordelijkheid op zich, zonder Otis hierover in te lichten. Jackson, die door zijn zwemprestaties belangrijk is voor Mr. Groff, doet nog een poging om hem op andere gedachten te brengen, maar tevergeefs, Maeve wordt van school gestuurd. Eric en Adam moeten nablijven, een fysieke woordenwisseling verandert plotseling in seks. Hun relatie wordt verstoord als Adam naar de militaire school wordt gestuurd. Otis wil zijn ruzie met Maeve bijleggen en steelt de opstelprijs die Adam heeft gewonnen met haar opstel, samen met een excuusbrief zet hij dit voor haar deur. Het emotioneert Maeve en ze gaat naar het huis van Otis om hem de liefde te verklaren. Daar aangekomen ziet ze hem met Ola kussen en vertrekt zonder dat ze het merken. De kus wekt Otis op en hij kan eindelijk masturberen.

#### Seizoen 2
Het seizoen begint met Otis, die na zijn kus met Ola eindelijk kan masturberen. Hij raakt verslaafd en zijn moeder betrapt hem als hij aan het masturberen is in hun auto. Fiona, die mogelijk chlamydia op school heeft verspreid, vraagt Otis om hulp. Hij helpt Fiona en dit doet hem beseffen dat hij het oplossen van seksuele problemen gemist heeft. Maeve, die in een pretzelwinkel werkt, komt haar moeder tegen, die hoopt hun problemen op te lossen als ze verslaving overwint, maar Maeve weigert haar te vertrouwen. De nieuwe Franse student Rahim is meteen populair. Jackson, ziek van de druk van zijn moeder om uit te blinken in zwemmen, verwondt zijn hand opzettelijk. Ola probeert Otis een handjob te geven, maar hij krijgt geen erectie en maakt zich zorgen dat hij zijn penis heeft gebroken door het overmatig masturberen. Jakob en Jean hebben voor het eerst seks met elkaar. Een oudergesprek over de chlamydia-uitbraak leidt tot het besef dat betere seksuele voorlichting nodig is. Mr Groff vraagt Jean met tegenzin om hulp. Maeve stopt met haar baan en gaat uiteindelijk weer naar school. De echte boosdoener achter de chlamydia-crisis wordt onthuld en Otis en Maeve besluiten om de kliniek te heropenen.
Otis probeert tevergeefs te wennen aan de relatie van zijn moeder met de vader van zijn vriendinnetje: Jakob. Na onderzoek hoe hij het beste kan vingeren, probeert Otis het eindelijk bij Ola, ze doet alsof ze ervan geniet voor zijn zelfvertrouwen. Lily vertelt hem echter dat hij verschrikkelijk was. Maeve realiseert zich bij haar terugkeer op school dat ze nog steeds gevoelens heeft voor Otis, als ze hem samen met Ola ziet. Eric en Rahim gaan samen in het reuzenrad, de aandacht verwart Eric, hij vraagt zich af of Rahim homo is. Aimee bakt een taart voor Maeve haar verjaardag, maar in de bus naar school masturbeert een man en ejaculeert op haar. Ze stapt meteen uit en loopt in plaats daarvan. Hoewel Aimee in eerste instantie liever haar schouders op wil halen, staat Maeve erop de aanranding te melden. Jackson kan door zijn bezeerde hand een periode niet zwemmen en zoekt een nieuwe hobby. Jackson doet auditie voor de schoolmusical.
Rahim vraagt Eric om een date, die eindigt in een perfecte kus. Na de kus wordt hij echter geconfronteerd met Adam, die teruggekeerd is van de militaire school, dit brengt hem in verwarring. Aimee realiseert zich dat de aanranding toch een grotere impact op haar heeft gehad dan ze dacht. Als Ola aan Otis vertelt dat ze klaar is om seks te hebben, probeert hij zich voor te bereiden. Otis zijn vader Remi komt onverwachts aan en hoewel hij en met probeert om de zaken professioneel te houden, kussen ze en hebben vervolgens bijna seks. Otis komt Maeve tegen, die op weg is naar zijn eerste vrijpartij met Ola, ze bekent eindelijk dat ze hem leuk vindt, wat resulteert in zijn woede die ze hem eerder had moeten vertellen. Hij gaat naar Ola maar kan geen seks hebben. Ola vermoedt dat dit de schuld van Maeve is en dwingt Otis om niet meer met Maeve rond te hangen, ze beëindigd uiteindelijk de relatie. Ondanks dat Eric nog diverse malen in verwarring wordt gebracht door Adam, vraagt Rahim hem of hij zijn vriend wil zijn.
Otis organiseert een klein feestje in zijn huis, maar het resulteert in een druk huisfeest waar hij een dronken toespraak houdt, waarin hij Ola en Maeve diep beledigt. Nog steeds getraumatiseerd van haar eerdere ervaringen in de bus, wordt Aimee gek als haar nieuwe vriendje Steve haar aanraakt. Op dezelfde avond gaat Jean met de moeder vrouw van de schooldirecteur Maureen een avondje dansen. Ze heeft Maureen namelijk advies gegeven over haar seksleven, vervolgens heeft Maureen haar huwelijk met Mr Groff beëindigd. Uit woede onderschept Mr Groff het notitieboek van Jean, vol met aantekeningen over de seksuele problemen van de studenten en leraren, evenals die van zijn vrouw. Hij kopieert het uit en hangt het ongezien overal in de school. Nu ieders seksproblemen openbaar zijn, ontaardt er een grote chaos in de school. Modemeisje Ruby, onderdeel van pestgroepje ''The Untouchables'', heeft op het drukke feest Otis ontmaagd. Omdat Otis daar geen herinnering aan heeft en dus ook niet weet of ze het veilig hebben gedaan, gaan ze naar een apotheek om een morning-afterpil te kopen. Als Maeve, Olivia, Aimee, Ola, Lily en Viv na moeten blijven delen ze hun ervaringen van ongewenste seksuele toespelingen, hiermee helpen ze Aimee weer in de bus te stappen. Ola ontdekt dat ze lesbisch is begint te daten met Lily.
Jean komt erachter dat Otis een sekskliniek runt op school en probeert het met hem uit te praten. Jean gaat naar haar dokter omdat ze zich niet lekker voelt en komt erachter dat ze zwanger is. Dankzij een tip van buurman Isaac komt Maeve erachter dat haar moeder weer drugs gebruikt en belt ze de kinderbescherming om het te melden. Tegen het einde van de musical komt Adam binnen en verklaart hij zijn gevoelens voor Eric, die hier gehoor aan geeft. Otis laat Maeve een voicemail achter waarin hij zich voor alles verontschuldigt en zegt dat hij van haar houdt. Het bericht wordt onderschept door Isaac, die zelf een oogje heeft op Maeve, hij wist het bericht.

### Seizoen 3
Otis had tijdens de zomervakantie een geheime seksrelatie met de snobistische en veeleisende Ruby. Nu het schooljaar terug start beslist Ruby onverwacht om hun relatie openbaar te maken. Op aandringen van Otis stelt Ruby hem voor aan haar vader: hieruit blijkt dat deze marihuana rookt omwille van medische redenen en het gezin allesbehalve rijk is zoals Ruby laat uitschijnen. Uiteindelijk wordt de relatie verbroken nadat Otis toegeeft niet verliefd te zijn op Ruby, maar wel op Maeve. Maeve heeft ook problemen. Nadat ze Isaac eindelijk vertrouwde en klaar was voor een relatie met hem, achterhaalt zij dat Isaac het bericht van Otis opzettelijk heeft gewist. Verder heeft haar moeder Erin Elsie ontvoerd bij het gezin waar Elsie werd geplaatst. Ook werd Maeve toegelaten tot een gerenommeerde school in Amerika, maar heeft ze niet het nodige geld.
Jean moet Jakob inlichten over haar zwangerschap, maar stelt dit steeds uit tot wanneer Jakob haar zelf aanspreekt omwille van "mogelijke stalking". Jakob twijfelt in eerste instantie of hij wel de verwekker is, maar besluit om met Ola in te gaan wonen bij Jean en Otis wat tot heel wat frustraties leidt, vooral tussen Otis en Ola.
Hope Haddon wordt de nieuwe directrice van "Moordale Secondary School". Om van het imago van "seksschool" af te geraken, hernoemt ze deze naar "Sparkside Acadamy". Daarbij stelt ze een strikte dresscode in waarbij speciale haarkapsels, make-up, piercings en dergelijke worden verboden. Verder is het in de gangen enkel nog toegelaten om in rijen te wandelen. Ook worden de lessen "seksuele voorlichting" gereduceerd tot wat in het feitelijke leerplan staat. Ook komt er een nieuw schoollied met Latijnse tekst. Met deze nieuwe richtlijnen wil ze vermijden dat hun financiële partners afhaken. Niet alle leerlingen zijn hiermee opgezet: de non-binaire Cal wil bijvoorbeeld een genderneutraal uniform, maar Hope wil daar niet van weten. Ook Maeve heeft problemen met het feit dat ze haar haardracht moet aanpassen en haar piercing moet verwijderen. Nadat Otis Hope toevertrouwt dat hij het seksadvies in de oude toiletten hield, laat zij dat gebouw prompt afbreken.
Jackson wordt de nieuwe voorzitter van de studentenraad, maar geeft deze taak over aan Viv nadat Hope eist dat de graffitimuur - vooral bestaande uit tekeningen van vulva's en penissen - moet worden overschilderd. Jackson is van mening dat de tekeningen deel uitmaken van de geschiedenis van de school en moeten worden behouden. Viv staat volledig achter Hope tot wanneer ze verneemt dat Hope geen enkele inspraak wil van de leerlingen en hier nog enkele denigrerende opmerkingen over maakt. Met mede van Viv haar toedoen saboteren de leerlingen de "herlanceringsshow" op de dag waarop de vernieuwde school wordt voorgesteld aan de investeerders. Zo zingen de leerlingen het nieuwe schoollied met een Engelstalige tekst vol seksuele uitlatingen waarbij ook een videoclip wordt gespeeld waarbij de leerlingen verkleed zijn als condooms, vulva's, penissen en andere seksueel gerelateerde voorwerpen. Niet veel later wordt een seksueel getint verhaal van Lily gepubliceerd in het schoolblad en is Hope gedegouteerd wanneer Adam aan zijn achterste krabt .
Hope neemt wraak en roept alle leerlingen tezamen waarbij ze Cal, Lily en Adam openlijk belachelijk maakt en hen verplicht een week lang een bord te dragen waarop hun zonde staat. Rahim – die vindt dat Hope te ver gaat - wordt geschorst. Omwille van dit incident wil Lily enkele dagen niet naar school en beslist ze om al haar verhalen en haar verzameling over buitenaards leven weg te gooien. Ze verandert van gedachte nadat een leerlinge vraagt om het bewuste verhaal te signeren.
Eric en Adam openbaren hun relatie al wil Adam dit verzwijgen voor zijn ouders. Eric en zijn familie gaan op reis naar Nigeria om het trouwfeest van een familielid bij te wonen. Tot frustratie van Eric moet hij zich van zijn moeder gedragen als een hetero uit vrees dat de Nigerianen hem iets zouden aandoen. Op dat feest maakt Eric kennis met fotograaf Oba die hem meeneemt naar een geheime nachtclub voor niet-hetero's. Daar kust Eric met Oba en blijft bij hem overnachten, maar tot gemeenschap komt het niet. Terug in Engeland heeft Eric al snel wroeging en vertelt hij de waarheid aan Adam die zwaar gekwetst is. Daarnaast stop Eric zijn relatie met Adam omdat Adam volgens Eric nog te beschaamd is over zijn eigen homoseksualiteit en niet klaar is om zich te kleden als een echte "queer".
Nu Maureen van Michael wil scheiden, trekt hij in bij zijn rijke broer Peter onder het mum dat hij werk heeft gevonden. Peter organiseert een feestje waarbij hij ook Maureen uitnodigt, maar zij belt tijdens het eten af. Michael komt Maureen tegen in het warenhuis en uit dit gesprek leidt Michael af dat Maureen nog wel een toekomst ziet. Echter had zij het over de toekomst van Adam en niet over hun relatie. Nadat Michael een gesprek had met Jean gaat hij nogmaals naar Maureen en overhaalt haar om enkele dagen later toch te komen dineren. Adam - die door iedereen wordt aanzien als een nietsnut - neemt deel aan een hondenwedstrijd met Lady. Ondanks Adam niet wint, krijgt hij wel een erevermelding als "beste nieuwkomer". Adam wil niet dat zijn moeder dit vertelt aan zijn vader omdat laatstgenoemde allicht "een vermelding" niet goed genoeg vindt. Daardoor besluit Maureen om toch niet te gaan dineren bij Michael.
Het optreden van de scholieren heeft tot gevolg dat zowat alle investeerders hebben afgehaakt. Hierdoor is de school bankroet en kunnen de zesdejaars niet afstuderen. Jean krijgt weeën - twee maanden te vroeg - en bevalt van een dochter. In navolging van Jakob zijn twijfel over het vaderschap, heeft Jean een DNA-test laten uitvoeren. Ze is geschokt wanneer ze het resultaat ziet, maar wat er juist in de brief staat, wordt niet kenbaar gemaakt.
Erin heeft zowat al haar spullen verkocht om aan het nodige geld te geraken voor Maeve’s vliegtuigtickets en studies. Maeve wil niet naar Amerika omdat haar leven is waar ze nu woont en net haar relatie met Otis heeft herstart. Aimee heeft Maeve overgehaald om wel te gaan. Maeve gaat langs bij Otis om te vertellen dat ze toch gaat en nu vertrekt, en dat ze moeten wachten tot ze terug is om hun relatie te ontdekken.

### Seizoen 4
Nu “Sparkside Acadamy” gesloten is, gaan Otis, Eric, Aimee, Jackson, Cal, Viv, Isaac en Ruby naar “Cavendish College”. Michael start er als leerkracht. Zijn zoon Adam gaat als stagiair aan de slag in een paardenrijschool al liegt hij over zijn vakkennis en zijn rijbewijs: zo moet hij zijn angst voor paarden verborgen zien te houden en verzint hij smoesjes om geen voertuigen te besturen.
De school is heel openlijk betreffende seksuele geaardheid en kleding, iedereen is vriendelijk en de scholieren mogen zelf naar hartenlust werkgroepen oprichten. Otis herstart zijn sekskliniek, maar daarbij komt hij in aanvaring met Sarah Owens die onder de naam O. al zulke kliniek heeft. Otis vindt van zichzelf dat hij de beste is en wil de praktijk van O. opdoeken. Hij geeft in de schoolhal een presentatie, maar toont daarbij per ongeluk naaktbeelden van zichzelf die hij naar Maeve – die in Amerika een cursus Literatuur volgt – wilde sturen als antwoord op haar naaktfoto.
De relatie tussen Jakob en Jean is ondertussen voorbij en Jean is bevallen van een dochter. Ze krijgt een radioprogramma dat over seks gaat al vindt Otis dat ze te vroeg aan de slag gaat. Joanne, de zus van Jean, komt op vraag van Otis over om te komen helpen in het huishouden. Joanne verbergt dat ze blut is en verzint allerlei manieren om aan geld en spullen te geraken.
Omdat Otis en O. niet willen samenwerken, starten ze elk hun individuele campagne. De verliezer moet zijn praktijk opgeven. Al snel is duidelijk dat O. het populairst is omwille van haar hippe podcasts en het uitdelen van allerhande promotiemateriaal. Ruby - die ooit gepest werd door O. op een zomerkamp – helpt uit wraak Otis met zijn campagne.
Tijdens gemeenschap ontdekt Annabel een knobbel op de testikel van Jackson, maar het gezwel blijkt uiteindelijk goedaardig te zijn. Jackson gaat op zoek naar zijn biologische vader en ontdekt daarbij dat deze geen onbekende spermadonor is, maar destijds de minnaar was van zijn moeder. Omdat de man getrouwd was, verbrak hij alle contact.
De moeder van Eric wil dat hij zich laat dopen in hun kerkgemeenschap. Hijzelf twijfelt omdat homoseksualiteit er een taboe is. Eric krijgt diverse visioenen en beslist uiteindelijk om zich toch te laten dopen. Cavendish College richt elk jaar een benefiet op waarvan de opbrengst naar een goed doel gaat. De leerlingen hebben besloten om het geld te schenken aan de voedselbank van Eric’s kerk. Net voor de doop meldt de pastoor dat de kerkgemeenschap het geld niet aanvaardt daar Cavenish College niet strookt met hun waarden. Mede door die melding out Eric zich voor de kerkgemeenschap en wil enkel lid worden als hij als homoseksueel wordt aanvaard. Daar enkel zijn moeder hem steunt, verlaat Eric het doopsel. Hij komt op deze beslissing terug wanneer hij een jongen ontmoet die ook tot de kerkgemeenschap behoort waarmee hij eerder gemeenschap had op de toiletten van een gayclub. Die jongen aanziet Eric als de man die werkelijk de kerkgemeenschap kan doen laten inzien dat homoseksualiteit een normale zaak is. Mede door die steun heeft Eric zijn roeping gevonden: hij wil predikant worden.
De relatie tussen Adam en Michael wordt slechter. Michael leert Adam autorijden, maar een misplaatste grap over Adam’s werk breekt het vertrouwen. Daarbovenop ontdekt hij dat Michael en Maureen terug een koppel zijn. Adam schiet uit zijn dak en verwijt zijn vader dat hij nooit in zijn zoon geloofde en alles afbreekt wat hij doet. De band tussen beiden verbetert nadat Michael verplicht wordt door de eigenares van de manege om een les paardrijden te volgen. Eric beseft dat hij biseksueel is en vertelt dat uiteindelijk zijn bazin. Die heeft daar geen probleem mee, integendeel: ze vraagt Eric voor een date.
Het radioprogramma van Jean loopt stroef en er wordt een co-presentator ingeschakeld. Tot Otis’ ontzetting blijkt dit O. te zijn. Het format van het programma wordt enkele keren aangepast. Nadat Jean erkent dat ze een postnatale depressie heeft, herpakt ze zich op alle gebied. Ze overtuigt de producer om het programma terug alleen te presenteren. In een van de uitzendingen belt Joanne en getuigt dat ze zich op geen enkele plek veilig voelt en vlucht omdat ze als kind misbruikt werd door haar vader.
Maeve onderbreekt haar studies na een slechte quotering van haar leraar en het feit dat ze moet terugkeren voor de begrafenis van haar moeder Erin die gestorven is aan een overdosis. Tegen haar verwachtingen in komt er meer volk naar de begrafenis dan ze had ingeschat. Maeve's broer Sean verpest de ceremonie door enkel negatieve herinneringen over Erin te zeggen en vertrekt enige tijd later met de noorderzon.
Viv start een relatie met Beau, maar laatstgenoemde blijkt soms agressief uit de hoek te komen, is jaloers en laat Viv niet gerust zelfs nadat zij de relatie beëindigt. Haar vrienden komen tot de conclusie dat Viv emotioneel gechanteerd wordt door Beau.
Eric maakt op school enkele nieuwe vrienden met wie hij veel optrekt. Deze behoren allemaal tot de LGBTQ+ gemeenschap. Eric voelt zich in die groep goed. Zijn vriendschap met Otis verwatert door dat feit, maar ook omdat Otis geen tijd meer vrijmaakt voor Eric.
Op school geraken Otis en O. vast in de lift die regelmatig hapert. Door dit incident missen ze een examen. Ze zijn niet alleen, ook Isaac geraakt daardoor niet in het klaslokaal. Samen met Aimee zet hij een plan op: Aimee blokkeert enkele doorgangen waarop ze het brandalarm laten afgaan. Veel leerlingen geraken niet buiten door de blokkades. Isaac vertelt daarop in de hal dat er in de school allerhande werkgroepen zijn, maar tot nu toe niets werd gedaan aan andersvaliden. Hij krijgt bijstand door enkele andere mensen met een beperking waardoor de school beslist om de lift te vervangen en het betreffende examen uit te stellen.
O. vertelt Otis dat ze altijd een buitenstaander is geweest. Met haar Aziatische afkomst werd ze als kind niet aanvaard. Ze startte met het pesten van anderen om zelf niet gepest te worden. Nu heeft ze het moeilijk met haar aseksualiteit. Dat was een reden om de sekskliniek op te richten, maar ook om te verbergen dat ze geen echte vrienden heeft.
Na een gesprek met Jean beslist Maeve om terug naar Amerika te gaan. Otis verwijt zijn moeder dat het haar schuld is dat zijn relatie met Maeve daardoor is gestrand.
Ruby heeft veel energie in de campagnes van Otis gestoken. De reputatie van O. is gekelderd, doch ze neemt wraak waardoor de reputatie van Otis ook is geschonden. Daarnaast beseft Ruby dat ze door Otis werd gebruikt en stelt ze een derde kandidaat voor. Deze kandidaat wint de verkiezingen, maar geeft stante pede de taak over aan Otis. Otis geeft de taak over aan O.: hij beseft dat hij onder andere egoïstisch was en O. al de kliniek had toen hij leerling werd van de school.

## Personages

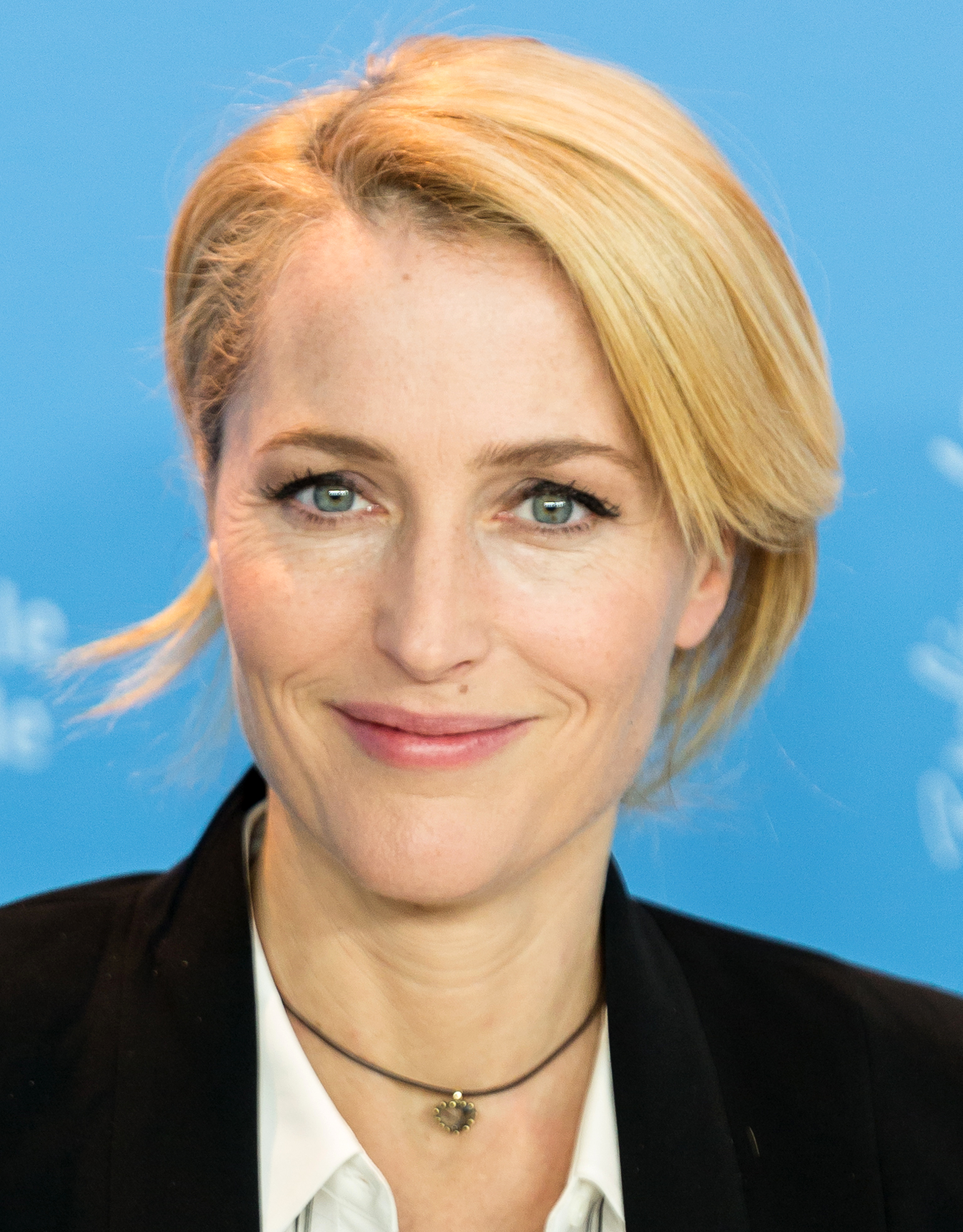
Actrice Gillian Anderson speelt de rol van sekstherapeut. Dr. Jean F. Milburn, de moeder van Otis.

### Vaste personages
| Acteur                  | Personage           | Beschrijving |
| ----------------------- | ------------------- | --- |
| Asa Butterfield         | Otis Milburn        | een tiener die worstelt met het beroep van zijn moeder en haar inmenging in zijn persoonlijke en seksuele leven. |
| Gillian Anderson        | Dr. Jean F. Milburn | een bekende sekstherapeut en de moeder van Otis. Ze is gescheiden en heeft regelmatig one-night stands, maar stelt dat ze geen romantische relatie zoekt. |
| Ncuti Gatwa             | Eric Effiong        | de zwarte, openlijk homoseksuele beste vriend van Otis, afkomstig uit een religieuze Ghanees-Nigeriaanse familie. |
| Emma Mackey             | Maeve Wiley         | een sociale outcast en een alternatieve tegendraadse meid die met Otis bevriend raakt en samen met hem de therapiekliniek runt. |
| Connor Swindells        | Adam Groff          | de zoon van het schoolhoofd die Eric pest. Hij heeft een gespannen relatie met zijn vader. |
| Kedar Williams-Stirling | Jackson Marchetti   | de ambassadeur op de Moordale Secondary School en zwemkampioen. |
| Aimee Lou Wood          | Aimee Gibbs         | een andere populaire meid van de school die een onwaarschijnlijke vriendschap heeft met Maeve. Ze heeft altijd een relatie en ook al is ze onderdeel van pestgroepje ''The Untouchables'', Aimee is aardiger dan haar pestende vrienden. Ze komt uit een rijke familie en haar huis wordt vaak gebruikt voor het chillen en feestjes. |
| Alistair Petrie         | Michael Groff       | het hoofd van de Moordale Secondary School en de strikte vader van Adam. |

### Terugkerende personages
| Acteur            | Personage               | Beschrijving |
| ----------------- | ----------------------- | --- |
| Mimi Keene        | Ruby Matthews           | een van de populaire maar gemene meisjes van de school. Ze is onderdeel van het pestgroepje "The Untouchables". |
| Chaneil Kular     | Anwar                   | de leider van "The Untouchables" en een andere openlijk homoseksuele student op de school. |
| Simone Ashley     | Olivia Hanan            | het derde lid van "The Untouchables". |
| Tanya Reynolds    | Lily Iglehart           | een meisje dat buitenaardse erotica schrijft, en vastbesloten is zo snel mogelijk haar maagdelijkheid te verliezen. |
| Mikael Persbrandt | Jakob Nyman             | een weduwnaar en Zweedse klusjesman die een relatie met Jean ontwikkelt nadat hij voor haar heeft gewerkt. |
| Patricia Allison  | Ola Nyman               | een van Jakob zijn twee dochters en de eerste liefde van Otis. |
| Anne-Marie Duff   | Erin                    | de moeder van Maeve die in seizoen 2 weer in beeld komt en het probeert goed te maken. |
| Sami Outalbali    | Rahim                   | een Franse uitwisselingsstudent die een relatie krijgt met Eric. |
| Chinenye Ezeudu   | Vivienne "Viv" Odusanya | een meisje dat Jackson bijles geeft. |
| George Robinson   | Isaac Goodwin           | een vrolijke en eigenzinnige jongen die samen met zijn broer Joe in de stacaravan naast Maeve trekt. Met zijn scherpe opmerkingen en grappen weet hij de aandacht van Maeve te trekken en ontwikkelt zich een verliefdheid. Isaac was daarnaast ook het eerste gehandicapte personage binnen de serie, waarmee nogmaals de frisse blik op de verhaallijnen rond inclusie, diversiteit, genderidentiteit, geaardheid en etniciteit van de serie wordt bevestigd. |
| Dua Saleh         | Cal                     | Een non-binaire student |
| Anthony Lexa      | Abbi Montgomery         | een populair meisje dat op school behoort tot de "Coven" |
| Alexandra James   | Aisha Green             | een gedeeltelijk doof meisje dat behoort tot de "Coven" |
| Felix Mufti       | Roman Zardari           | lid van "Coven" die een relatie heeft met Abbi |
| Reda Elazouar     | Beau                    | Jaloerse en agressieve vriend van Viv |
| Lisa McGrillis    | Joanna Franklin         | zus van Jean |
| Anna Francolini   | Gloria Masters          | lerares op Cavendish College |
| Shak Benjamin     | Adedayo                 | Een homoseksuele jongen die Eric overtuigt om zich te laten dopen en de kerk moet laten inzien dat er niets mis is met LBGQT+ |
| Bella Maclean     | Jem                     | Bazin van Adam |
| Imani Yahshua     | Tyrone                  | een klasgenoot van Maeve |
| Eshaan Akbar      | Principal Lakhani       | directrice van Cavendish College |

## Productie

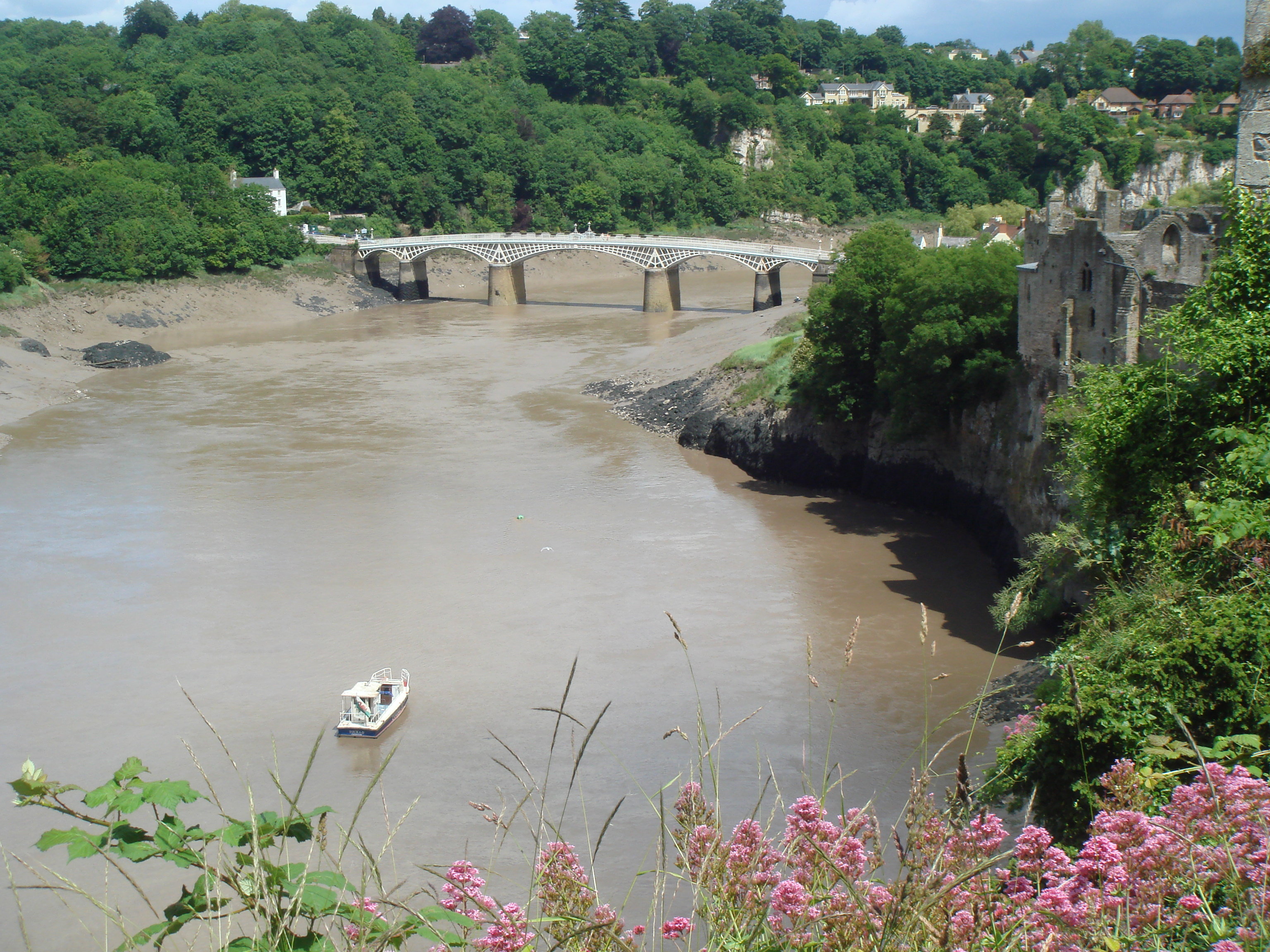
Wye-rivier in Wales, grote delen van de serie zijn opgenomen in deze regio.

### Locaties
Het verhaal speelt zich af in Groot-Brittannië, in de fictieve plaats Moordale, de opnames hebben voornamelijk in Wales plaatsgevonden. De uitgestrekte landschappen liggen rondom de Wye-rivier, ook het huis van Otis en Jean ligt aan deze rivier, nabij de plaats Ross-on-Wye. De buitenkant van de school is de The Caerleon Campus van de Universiteit van Wales. Sommige scènes in het bos zijn opgenomen in Forest of Dean in Gloucestershire, hier zijn tevens verschillende scènes opgenomen van de Harry Potter-films.

### Sfeer
De uitstraling van de serie is een mix van moderne zaken uit het heden en de stijl van de jaren 70, 80 en 90. Moderne technologie, zoals smartphones, komen voor in de serie, maar Sex Education bevat zeer weinig auto's van na de jaren 90. Bijvoorbeeld de politieauto die tijdens de finale van serie twee te zien is, lijken de lijn van de jaren 90 te volgen in plaats van moderne politiewagens. Naast oudere auto's bevat de show veel oudere technologieën zoals CRT-televisies en gedateerde huishoudelijke apparaten.
Je ziet deze mix aan tijden ook terug in de inrichting van de huizen uit de serie. Zo doet de inrichting van het huis van de Familie Groff denken aan de populaire inrichting uit de jaren 70. De caravan van Maeve is typerend voor de jaren 90. Het huis van Milburns is moderner ingericht met een moderne koelkast in Amerikaanse stijl.
Dat de makers een mix opzoeken van verschillende stijlen is ook zichtbaar in de uitstraling van de school waar het verhaal zich afspeelt. Moordale High School toont ook enkele elementen van een traditionele Britse middelbare school, maar ook details van juist een Amerikaanse school zijn te herkennen.

### Release
| Seizoen | Verschijningsdatum |
| ------- | ------------------ |
| 1       | 11 januari 2019    |
| 2       | 17 januari 2020    |
| 3       | 17 september 2021  |
| 4       | 23 september 2023  |